# Marek Motas

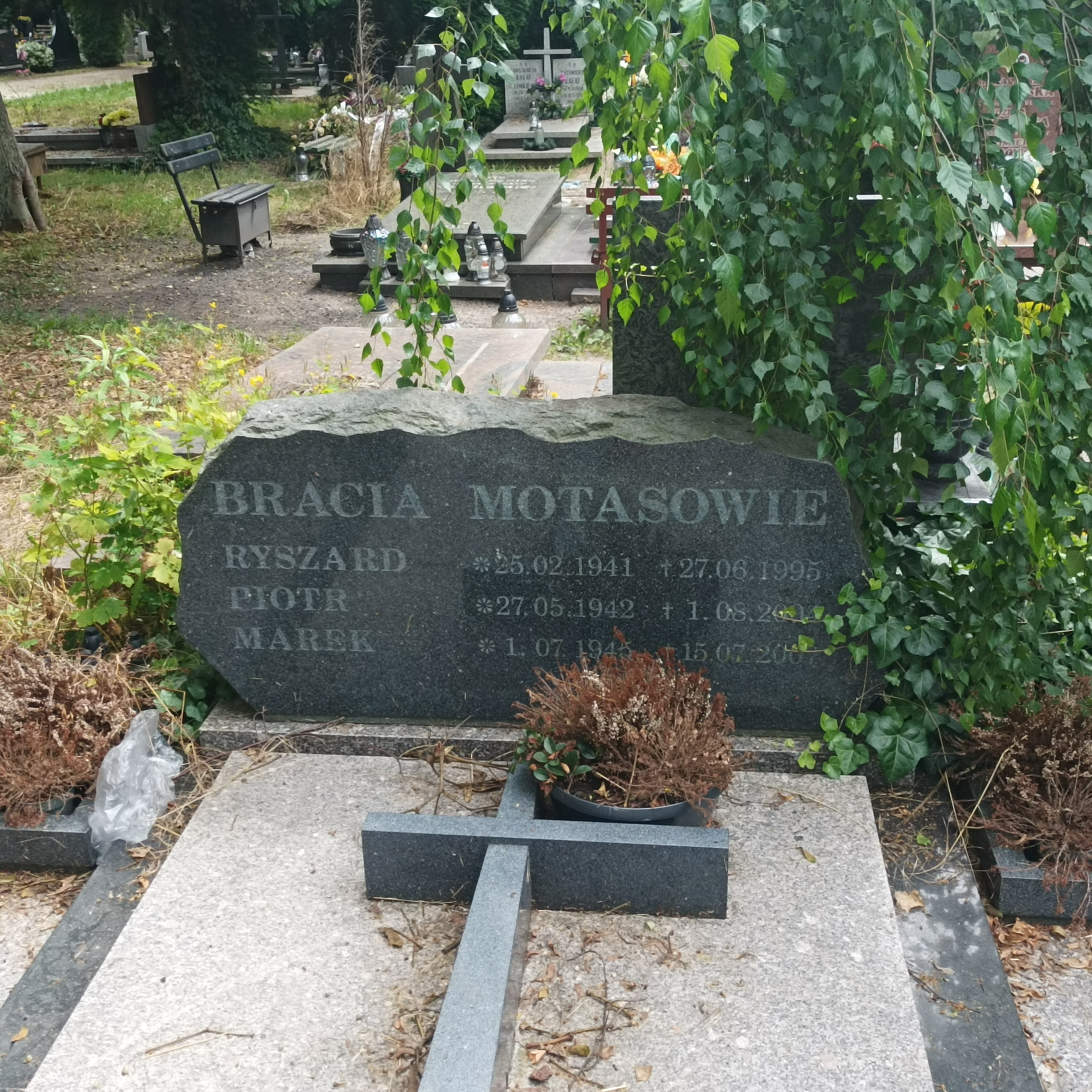
Grób Marka Motasa na Cmentarzu Grabiszyńskim we Wrocławiu

Marek Motas (ur. 1 lipca 1945, zm. 15 lipca 2007 we Wrocławiu) – polski kompozytor i autor tekstów, satyryk, reżyser dźwięku, przez 40 lat pracował w Polskim Radiu Wrocław.
Był realizatorem „Studia 202”. Współpracował między innymi z Andrzejem Dziupińskim, Janem Kaczmarkiem, oraz Stanisławem Szelcem. Prowadził m.in. autorski program cykl satyryczny Życie od A do De. Na dwa lata przed śmiercią przeszedł na emeryturę. 
Zmarł w szpitalu we Wrocławiu w wyniku choroby nowotworowej. Został pochowany 19 lipca 2007 r. na Cmentarzu Grabiszyńskim.